# Microsoft Office SharePoint Portal Server
A Microsoft Office SharePoint Portal Server (SPS) egy vállalati portál, a Microsoft Office családba tartozik. A rendszerre épülő megoldások egy portálon belül ún. webhelyek egymásba ágyazásával jönnek létre. A fő portálról webhelyek nyithatók, melyekben további webhelyek hierarchikus rendje alakítható ki.
Minden webhely esetén igaz, hogy önálló egységet alkot, saját nyitó lappal rendelkezik, melyen a webhely tartalmából különböző típusú kijelzők (webpart) jeleníthetőek meg. A kijelző a moduloknak, szolgáltatásoknak az a megjelenési formája, mely egy meghatározott méretű felületet tölt ki (box) a képernyő valamely részén. A felhasználó megfelelő jogosultsági beállítások esetén a kijelzőket képes testre szabni. 
Korlátozott jogosultság esetén ez csak a kijelzők bezárását, kinyitását és áthelyezését jelenti. 
A megfelelő jogosultságokkal a kijelző egyéb beállításai is elérhetővé válnak, így annak viselkedése, megjelenése vagy akár tartalma is testre szabható. 
A rendszer a felhasználó beállításait megőrzi. 
Egy-egy webhely kijelző készletét a rendszer adminisztrátora szabályozza. Minden webhelyhez rendelhető tetszőleges számú modul. Speciális dokumentumtárként jelenik meg a szöveges tartalmakat kezelő tár, mely alkalmas szerkesztett tartalmak megjelenítésre. A modulok a webhely menüjében jelennek meg, vagy kijelzőként, amennyiben ezt a rendszer adminisztrátora beállította.

## Verziók
- 2001 – SharePoint Portal Server 2001
- 2003 – Office SharePoint Portal Server 2003
- 2007 – Microsoft Office SharePoint Server 2007